# Премия Фенеона
Премия Фенеона — литературная премия, учрежденная во Франции в 1949 году. Ежегодно присуждается двум лауреатам: «молодому писателю и молодому художнику или скульптору в возрасте 35 лет и более, в скромном положении» — для того, чтобы помочь им продолжить литературное или художественное образование.
Премия основана на капитале, завещанном Парижскому университету вдовой искусствоведа и коллекционера Феликса Фенеона после продажи собранной им коллекции картин. Жюри возглавляет ректор Парижского университета.

## Лауреаты
- 1950 — Альфред Керн, Le jardin perdu
- 1951 — Луи Дербре, Поль Ребейроль, Поль Коллон и Мишель Винавер
- 1952 — Мишель Винавер, роман L'Objecteur; Jack Ottaviano и Marcel Fiorini
- 1953 — Ален Роб-Грийе, роман «Ластики», и Мухаммед Диб, La Grande Maison
- 1954 — Люсьен Флёри и Альбер Мемми
- 1955 — Югетт Артур Бертран
- 1956 — Мишель Бютор, роман «Времяпрепровождение»
- 1957 — Мишель Брейтман
- 1958 — Филипп Соллерс, Jacques Bens
- 1959 — Арман Гатти (пьеса «Чёрная рыба»)
- 1960 — Ив Велан, роман Je
- 1961 —  Жан Тибодо, роман Cérémonie royale
- 1963 — Жан Жильбер, роман L’Enfant et le harnais
- 1964 — художник Жан Парси
- 1965 — Жан Рикарду, роман La Prose de Constantinople
- 1967 — Мишель Муа
- 1968 — Патрик Модиано, роман «Площадь Звезды»
- 1970 — Анджело Ринальди, роман La Loge du gouverneur
- 1972 — Анри Рейтер
- 1976 — Мишель Фалемпен, L'Écrit fait masse
- 1977 — Дени Дюпарк (Рено Камю), Échange
- 1978 — Венсан Ружье
- 1979 — Жан Эшноз, роман Le Méridien de Greenwich
- 1981 — Жан-Мари Лаклавтин
- 1988 — Бенуа Конор
- 1989 — Эрик Ольдер, Duo forte
- 1992 — Тьерри Лаже
- 1993 — Эрик Шевийяр, роман La Nébuleuse du crabe
- 1995 — Эрик Лорран
- 1996 — Беатрис Лека
- 1997 — Линда Ле, роман Les Trois Parques
- 1998 — Флоран Шопен
- 2000 — Лоран Мовинье
- 2001 — Бессора
- 2002 — Танги Вьель
- 2003 — Клеманс Булук и Лоран Мовинье
- 2004 — Ольга Лосская
- 2005 — Hafid Aggoune pour Les Avenirs
- 2006 — Иван Фаррон
- 2007 — Грегуар Поле
- 2008 — Жан-Батист Дель Амо, роман Воспитание либертена
- 2010  — Pauline Klein, роман Alice Kahn
- 2011  — Жюстин Ожье, роман En règle avec la nuit
- 2012  — Гийом Луэ за подготовку издания Jean José Marchand Écrits critiques
- 2013  — Тома Огэ, книга стихов Vers Baïkal (mitraille)